# Marat Ganéyev
Marat Saídovich Ganéyev (en ruso: Марат Саидович Ганеев; Náberezhnye Chelny, 6 de diciembre de 1964) es un deportista soviético que compitió en ciclismo en las modalidades de pista, especialista en las pruebas de persecución por equipos y puntuación, y ruta.
Participó en los Juegos Olímpicos de Seúl 1988, obteniendo una medalla de bronce en la carrera por puntos. Ganó dos medallas en el Campeonato Mundial de Ciclismo en Pista, oro en 1987 y bronce en 1985.

## Medallero internacional
| Juegos Olímpicos   | Juegos Olímpicos     | Juegos Olímpicos  | Juegos Olímpicos            |
| Año                | Lugar                | Medalla           | Competición                 |
| ------------------ | -------------------- | ----------------- | --------------------------- |
| 1988               | Seúl (Corea del Sur) | Medalla de bronce | Puntuación                  |
| Campeonato Mundial |                      |                   |                             |
| Año                | Lugar                | Medalla           | Competición                 |
| 1985               | Bassano (Italia)     | Medalla de bronce | Persecución por equipos (A) |
| 1987               | Viena (Austria)      | Medalla de oro    | Puntuación (A)              |